# コーネール・デーヴィッド
コーネール・デーヴィッド  (Kornél Dávid ハンガリー語 Dávid Kornél , 1971年10月22日 - )は、ハンガリー・ザラ県ナジカニジャ出身の元バスケットボール選手。NBA初のハンガリー人選手だった。

## 来歴
1987年に国内リーグのブダペスト・ホンヴェードFCのバスケットボールチームでプロデビュー。1997年までアルバコンプなど国内リーグでプレーした。
1997年秋にNBA選手を目指すために渡米し、10月1日にシカゴ・ブルズと契約するも、シーズン開幕前に解雇。その後CBAのロックフォード・ライトニングと契約するも、12月に解雇され、ハンガリーに帰国しアルバコンプに復帰。1997-98シーズンのリーグ優勝を経験した。
1999年1月、再び渡米したデーヴィッドは、今度は正式にブルズと契約し、念願のNBA入りを果たす。しかし2000年1月に解雇。数日後にクリーブランド・キャバリアーズと10日間契約を結ぶも、2度目の契約更新は受けられずアルバコンプに復帰。今度はリーグカップの優勝を経験した。
2000年8月にトロント・ラプターズと契約。見事に開幕ロースターに残った。その後、翌年2月にジェローム・ウィリアムズやコーリス・ウィリアムソンなどが絡んだ大型トレードでデトロイト・ピストンズに移籍。シーズン終了まで過ごした。NBAでは通算109試合に出場し11試合に先発出場。平均5得点  2.8リバウンドという成績を記録した。
2001-02シーズン以降はユーロリーグに活躍の場を移し、BCジャルギリス、サスキ・バスコニア、CBグラン・カナリアなどでプレー。2008年に現役を引退。2012年12月にアルバコンプの球団社長に就任した。